# Pustomyty
Pustomyty (ukr. Пустомити) – miasto na Ukrainie w rejonie lwowskim obwodzie lwowskim i stolica dawnego rejonu pustomyckiego.
Znajdują tu się stacja kolejowa Glinna–Nawaria oraz przystanek kolejowy Pustomyty, położone na linii Lwów – Stryj – Batiowo.

## Historia
Lokowane w roku 1410, ośrodek sanatoryjno-wypoczynkowy do roku 1914. Do 17 września 1939 w województwie lwowskim w Polsce, przemysł materiałów budowlanych i drogowych.
Pod okupacją niemiecką w Polsce siedziba wiejskiej gminy Pustomyty. 
W 1944 nacjonaliści ukraińscy z OUN-UPA zamordowali tutaj 15 Polaków. Tutejszy ksiądz greckokatolicki potępił mordy na Polakach i odmówił banderowcom ich pobłogosławienia.
W 1999 roku do Pustomytów włączono wsie Glinna i Leśniowice.

## Dwór
- dwór wybudowany na przełomie XVIII i XIX w.[3]

## Miejscowości rejonu
Stare Sioło